# Федорів Володимир Миколайович
Володи́мир Микола́йович Фе́дорів  (нар. 29 липня, 1985, Межиріччя, Жидачівський район, нині — Стрийського району, Львівська область) — український футболіст, захисник. Старший брат футболістів Віталія Федоріва та Ростислава Русина.

## Біографія
Вихованець «Карпат», у структурі яких виступав до 2009 року, зігравши за цей час за основну команду понад сто матчів. Під час зимової перерви у сезоні 2008/09 вирішив змінити команду та, як наслідок, провів збори не з основним, а з другим складом «зелено-білих». У лютому 2009 поїхав на оглядини в російський «Амкар» (Перм), де виступає його брат. Після повернення з оглядин перестав потрапляти в основу «Карпат», а згодом взагалі почав грати за «Карпати-2».
Улітку 2009 року перейшов у «Чорноморець», за який провів один сезон, після чого пів року грав за «Прикарпаття».
На початку 2011 року поїхав у Росію в «Єнісей», де став основним гравцем.
Улітку 2012 року повернувся в Україну, підписавши контракт з «Севастополем», де і виступав два сезони, поки клуб не було розформовано.
22 вересня 2014 року на правах вільного агента перейшов в клуб польського третього дивізіону «Віслу» (Пулави), яку очолив український фахівець Богдан Блавацький.
У липні 2016 року став гравцем «Руху» (Винники). У червні 2017 року залишив «Рух» за спільною згодою.

## Досягнення
- Переможець Першої ліги: 2012/13

## Особисте життя
Закінчив Львівський національний аграрний університет. Батьки живуть у Жидачеві. У Володимира є два молодших брата, теж футболісти — Віталій Федорів та Ростислав Русин.